# Топалы
Топалы (укр. Топали) — село, относится к Окнянскому району Одесской области Украины.
Население по переписи 2001 года составляло 1224 человека. Почтовый индекс — 67910. Телефонный код — 4861. Занимает площадь 4,89 км². Код КОАТУУ — 5123184201.

## Местный совет
67910, Одесская обл., Окнянский р-н, с. Топалы